# Rudolf Sylvius Neumann
Rudolf Sylvius Neumann, seit 1865 von Neumann (* 22. Dezember 1805 in Carlsruhe, Landkreis Oppeln; † 30. April 1881 in Berlin) war ein preußischer Generalleutnant.

## Leben

### Herkunft
Rudolf Sylvius war der Sohn von Johann Heinrich Neumann (1766–1853) und dessen Ehefrau Karoline Friederike, geborene Gernoth (1777–1859).

### Militärkarriere
Neumann trat am 2. November 1821 in die 6. Artilleriebrigade der Preußischen Armee ein und besuchte 1823/25 die Vereinigte Artillerie- und Ingenieurschule. Am 28. März 1827 wurde er zum Sekondeleutnant befördert. Seit 10. September 1840 war Neumann Mitglied der Artillerieprüfungskommission. 1861 wurde er zum Oberst befördert und nahm als solcher während des Deutsch-Dänischen Krieges 1864 beim Stab des Prinzen Friedrich Karl an der Erstürmung der Düppeler Schanzen teil. Für seine Leistungen während des Angriffs wurde Neumann mit dem Roten Adlerorden II. Klasse mit Eichenlaub und Schwertern ausgezeichnet.
Am 28. Februar 1865 wurde er zum Präses der Artillerie-Prüfungskommission ernannt und im selben Jahr am 22. März wegen seiner Verdienste um die Artillerie in den erblichen preußischen Adelsstand erhoben. Im Juni 1865 folgte seine Beförderung zum Generalmajor. Ab 10. Oktober 1866 war Neumann zusätzlich auch Mitglied der Studienkommission für die Kriegsakademie. Neumann erhielt schließlich am 22. März 1868 den Charakter als Generalleutnant und wurde am 2. Juli 1868 mit Pension zur Disposition gestellt.
Neumann war fortschrittlich eingestellt, er regte eine rationelle innere Ballistik an und begründete wissenschaftliche Konstruktion der gezogenen Geschütze. Auch stammte von ihm die Konstruktion eines brauchbaren Perkussionszünders. Dreißig Jahre lang arbeitete Neumann auch an der Redaktion des Archivs für die Artillerie- und Ingenieuroffiziere des preußischen, später des deutschen Heeres.

### Familie
Neumann hatte am 21. August 1845 in Berlin Luise Karoline Auguste Wigaart (1826–1909) geheiratet. Aus der Ehe gingen zwei Söhne hervor:
- Gustav Rudolf (1846–1921), preußischer Generalleutnant
- Paul Louis (* 1847), preußischer Major